# مختبر الفيزياء التطبيقية
 مختبر الفيزياء التطبيقية التابع لجامعة جونز هوبكنز (بالإنجليزية: Johns Hopkins University Applied Physics Laboratory)‏ يعرف اختصاراً (APL)، يقع في مقاطعة هاوارد بولاية ماريلاند، بالقرب من لوريل وكولومبيا وهو مركز أبحاث غير ربحي تابع للجامعة ويوظف المختبر 3,500 شخص. إن المختبر بالأساس للمقاولات الدفاعية. فهو يخدم كمورد تقني لوزارة الدفاع الأمريكية، ناسا ووكالات حكومية أمريكية أخرى. إن المختبر منظمة بحث وتطوير وليس فرعًا أكاديميًّا لجامعة جونز هوبكينز.

## وصلات خارجية
- APL home page (بالإنجليزية)